# Ricardo González (piłkarz)
Ricardo González Fonseca (ur. 6 marca 1974 w San José) – kostarykański piłkarz występujący na pozycji bramkarza.

## Kariera klubowa
González Fonseca karierę rozpoczynał w 1996 roku w zespole LD Alajuelense. Przez 9 lat gry dla tego klubu, zdobył z nim 6 mistrzostw Kostaryki (1997, 2000, 2001, 2002, 2003, 2005), a także dwukrotnie Copa Interclubes UNCAF (2002, 2005). W 2005 roku odszedł do gwatemalskiego CSD Comunicaciones. Przez rok rozegrał tam 31 spotkań, a potem wrócił do Alajuelense. Tym razem spędził tam pół roku.
Na początku 2007 roku González Fonseca przeszedł do CS Herediano. Przez 4,5 roku wystąpił tam w 74 meczach. W 2011 roku zakończył karierę. W 2012 roku wznowił ją i został graczem zespołu Uruguay de Coronado. Następnie grał w Belén, gdzie w 2014 roku ponownie zakończył karierę.

## Kariera reprezentacyjna
W reprezentacji Kostaryki González Fonseca zadebiutował w 1998 roku. W 2001 roku wziął udział w Copa América, zakończonym przez Kostarykę na ćwierćfinale. Wystąpił na nim tylko w spotkaniu z Boliwią (4:0).
W 2003 roku znalazł się w drużynie na Złoty Puchar CONCACAF. Podczas tamtego turnieju, na którym Kostaryka zajęła 4. miejsce, zagrał w pojedynkach z Kanadą (0:1), Kubą (3:0), Salwadorem (5:2) oraz Meksykiem (0:2).
W 2004 roku González Fonseca ponownie został powołany do kadry na Copa América. Zagrał na nim w meczach z Paragwajem (0:1), Brazylią (1:4), Chile (2:1) i Kolumbią (0:2), a Kostaryka odpadła z rozgrywek w ćwierćfinale.
W 2009 roku po raz drugi w karierze uczestniczył w Złotym Pucharze CONCACAF. Wystąpił na nim w meczach z Jamajką (1:0) i Kanadą (2:2), a Kostaryka dotarła w turnieju do półfinału.
W latach 1998–2009 w drużynie narodowej González Fonseca rozegrał łącznie 43 spotkania.